# Каза Монтања (Павија)
Каза Монтања је насеље у Италији у округу Павија, региону Ломбардија.
Према процени из 2011. у насељу је живело 5 становника. Насеље се налази на надморској висини од 602 м.